# Премия Гильдии сценаристов США
Премия Гильдии сценаристов США (англ. Writers Guild of America Award) — ежегодная награда, вручаемая за выдающиеся достижения в кинематографе, телевидении и радио Гильдией сценаристов Америки с 1949 года по настоящее время. Вручение наград обычно проводится в начале февраля, перед церемонией «Оскар».

## Категории премии

### Кино
- Лучший адаптированный сценарий
- Лучший оригинальный сценарий
- Лучший сценарий в документальном фильме

### Телевидение
- Лучший сценарий в комедийном телесериале
- Лучший сценарий в драматическом телесериале
- Лучший сценарий в анимационном телесериале
- Лучший сценарий в эпизоде комедийного телесериала
- Лучший сценарий в эпизоде драматического телесериала
- Лучший сценарий нового телесериала